# باستان‌لمور
باستان‌لمور (نام علمی: Archaeolemur) نام یک سرده از تیره ایندیریان است.